# 카이 하베르츠
카이 루카스 하베르츠(독일어: Kai Lukas Havertz, 1999년 6월 11일~)는 독일의 축구 선수로 현재 잉글랜드 프리미어리그의 아스널 FC에서 공격형 미드필더 겸 센터포워드로 활약 중이다.

## 클럽 경력

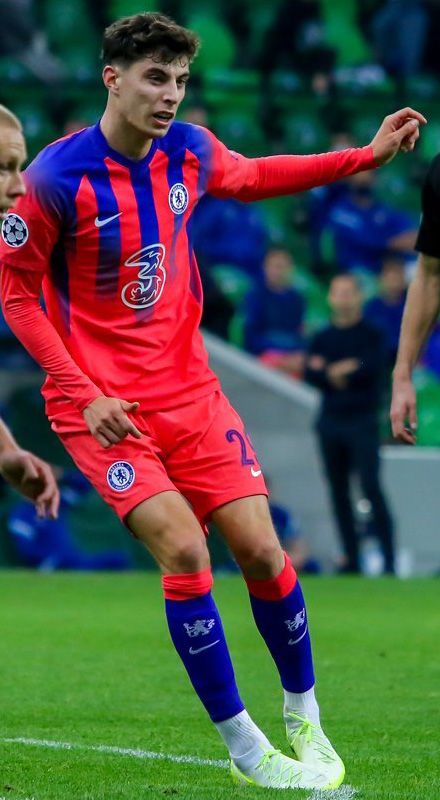
첼시 FC 소속 시절의 하베르츠(2020년)

2016년 자국 리그인 독일 분데스리가의 바이어 04 레버쿠젠 입단을 통해 프로에 정식 데뷔한 이후 2019-20 시즌까지 4시즌동안 공식전 150경기 46골을 기록하며 팀의 분데스리가 2018-19 4위 및 2019-20년 UEFA 챔피언스리그 진출, 2019-20 시즌 DFB-포칼 준우승, 2019-20년 UEFA 유로파리그 8강 진출을 이끌며 레버쿠젠의 핵심으로 맹활약했다.
이후 2020-21 시즌을 앞두고 계약 기간 5년·한화 약 1120억원(옵션 포함)의 이적료를 받고 잉글랜드 프리미어리그의 첼시 FC로 이적하자마자 2020-21년 잉글랜드 FA컵 준우승, 프리미어리그 2020-21 4위의 성적을 거두었다.
그리고 2020-21년 UEFA 챔피언스리그에서는 12경기에 출전하였고 특히 결승전에서 구단 역사상 첫 빅이어에 도전한 같은 프리미어리그팀인 맨체스터 시티를 상대로 전반 42분 선제골이자 결승골을 터뜨리며 팀에 2012년 이후 9년만의 챔피언스리그 우승 및 2021년 FIFA 클럽 월드컵 진출 티켓을 안긴 뒤 2021년 FIFA 클럽 월드컵에서도 팀의 우승을 맛보았으며 2022-23 시즌 종료 후인 2023년 6월 28일 아스널 FC로 이적했다.

## 국가대표팀 경력
독일 U-17 대표팀 소속으로 2016년 UEFA 유러피언 U-17 챔피언십에 참가하여 팀을 4강으로 이끈 뒤 독일 U-19 대표팀 소속으로 2018년 UEFA 유러피언 U-19 챔피언십 예선에도 참가하여 네덜란드와의 A조 조별리그 최종전에서 페널티킥 득점을 기록하며 팀 승리를 이끌었고 노르웨이에 득실차에서는 앞섰고 승률도 나쁘지 않았지만 승자승 원칙(1차전 2-5 패)에서 밀려나면서 결국 예선 탈락의 고배를 마셨다.
이후 2018년 8월 29일 프랑스와의 2018-19년 UEFA 네이션스리그 A 1조 조별리그 2차전과 페루와의 친선 경기를 앞두고 독일 성인대표팀에 첫 발탁되어 페루와의 친선 경기에서 후반 43분 티모 베르너와의 교체 출전을 통해 국제 A매치 데뷔전을 가졌으며 2021년 5월 19일 UEFA 유로 2020 본선 최종 엔트리에 합류하여 이 대회에서 2골을 뽑았으나 팀은 16강전에서 잉글랜드에 0-2 완패를 당하며 8강행이 무산되었고 이와 더불어 1966년 FIFA 월드컵 결승전 이후 55년만에 국제 대회에서 잉글랜드에게 패하는 치욕을 맛봤다.

## 수상

### 클럽
바이어 04 레버쿠젠
- DFB-포칼 : 준우승 (2019-20)

 첼시 FC
- FA컵 : 준우승 (2020-21)
- UEFA 챔피언스리그 : 우승 (2020-21)
- UEFA 슈퍼컵 : 우승 (2021)
- FIFA 클럽 월드컵: 우승 (2022)